# Onthophagus sobrius
Onthophagus sobrius là một loài bọ cánh cứng trong họ Bọ hung (Scarabaeidae).